# Seydi Sow
Seydi Sow est un écrivain sénégalais, né en 1954 à Koungheul.

## Biographie
Seydi Sow a passé une grande partie de sa jeunesse à Kolda. Après le B.E.P.C, il réussit le concours d'entrée à l'école des Agents de Sanitaires de Saint-Louis. Il sort major de cette école et est affecté à Gainth-Pathé comme chef de poste-médical. Il y prépare le concours d'entrée à l'école des infirmiers d’État. Au terme de sa formation, il est encore affecté à Baïla, toujours comme chef de poste-médical, puis à Djibidione. De là-bas, il prépare l'examen d'entrée au C.E.S.S.I.. Ainsi il intègre cet établissement qui forme les cadres infirmiers du Sénégal. Il est major de sa promotion et est affecté comme superviseur des Soins de Santé Primaires dans plusieurs régions et départements. Il devient en 1995, chef de service des soins infirmiers de l'Hôpital Général de Grand Yoff. Et en 1997, il est membre du Conseil de la République pour les Affaires Sociales. En 2002, sous l'avènement de Abdoulaye Wade à la magistrature suprême, il est nommé Conseiller du Ministre de la Santé pour les Affaires médicales.
Seydi Sow a publié en 1996 son premier roman Misère d'une boniche aux Éditions L'Harmattan, de Paris. Puis, La Reine des Sorciers qui remportera en 1998 le Grand Prix du Chef de l'Etat pour les Lettres. Ensuite vont suivre : Jusqu'au bout de l'espoir, roman ; La lumière est en nous, nouvelle, qui sera transformée en pièce de théâtre par la troupe des « 7 Kouss » et jouée sur les planches de Daniel Sorano ; Au fond du puits, nouvelle, traduite en anglais par l'université de Hararé ; Jusqu'au bout de l'espoir, roman, préfacé par le scientifique Souleymane Mboup ; Debout mon enfant, roman, qui obtiendra le 2e prix du roman des lycéens du Sénégal ; Les élans brisés, roman ; Le 3e du couple, pièce de théâtre qui sera créée par la troupe « Arcots » de Dakar et jouée au Grand Théâtre ; Comme un souffle de vent, poésie ; Le défi de la Reine des sorciers, roman.
Seydi Sow est l'auteur de plusieurs communications. Il est l'actuel secrétaire exécutif de l'Association des écrivains du Sénégal. Depuis 2002, il a créé sa propre maison d'édition qui porte le nom des Éditions Salamata (EDISAL).
Son roman Les élans brisés a fait l'objet d'une maitrise par l'Université Cheikh-Anta-Diop et la publication d'une thèse autour de son roman La Reine des sorciers est en cours.
Seydi Sow est lauréat de l'émission du couple Lemoine La voix des poètes. Il a été présélectionné par l'Association des écrivains pour sa pièce inédite Ainsi meurent les enfants de Soweto et ses cinq romans font partie des dix meilleurs manuscrits du Bureau Sénégalais du Droit d'Auteur (BSDA).
Il est Chevalier des Arts du Sénégal.